# Nariño (departement)
Nariño is een departement in het zuidwesten van Colombia. Dit departement is als persoonsverheerlijking vernoemd naar Antonio Nariño. De hoofdstad van het department is de stad Pasto. Er wonen ca. 1,5 miljoen mensen in het departement.

## Bevolking
Op 30 juni 2020 telde Nariño 1.627.589 inwoners, waarvan 795.543 man en 832.046 vrouw. De bevolking is met slechts 7.000 personen (+0,42%) toegenomen in de periode 2015-2020, waarmee de gemiddelde jaarlijkse bevolkingsgroei uitkomt op 0,08% per jaar. Pasto was met bijna 400.000 inwoners veruit de grootste gemeente, gevolgd door Tumaco (257.000 inw.) en Ipiales (115.800 inw.). De overige gemeenten telden tussen de 5.000 en 60.000 inwoners. De gemeente Nariño zelf was met 4.346 inwoners de kleinste gemeente.
| Bevolkingsontwikkeling | Bevolkingsontwikkeling | Bevolkingsontwikkeling | Bevolkingsontwikkeling | Bevolkingsontwikkeling | Bevolkingsontwikkeling |
| 1985                   | 1993                   | 2005                   | 2010                   | 2015                   | 2020                   |
| ---------------------- | ---------------------- | ---------------------- | ---------------------- | ---------------------- | ---------------------- |
| 1.085.173              | 1.443.671              | 1.509.977              | 1.584.807              | 1.620.711              | 1.627.589              |

Het departement Nariño had in 2021 een bruto geboortecijfer van 15,53 geboorten per 1.000 inwoners (vergelijkbaar met het landelijke gemiddelde van 15,38). Het aandeel van de bevolking tussen 0 en 14 jaar was in 2020 ongeveer 23,2%, tussen 15 en 64 jaar 66,6% en ten slotte was 10,2% van de bevolking 65 jaar en ouder. Het gemiddelde vruchtbaarheidscijfer van 1,91 kinderen per vrouw ligt net iets hoger dan het landelijke gemiddelde van 1,89 kinderen per vrouw.

## Gemeenten
Er zijn 64 gemeenten in Nariño.
| Gemeente             | Inwoners |
| -------------------- | -------- |
| Albán                | 19.367   |
| Aldana               | 6.780    |
| Ancuyá               | 8.304    |
| Arboleda             | 7.442    |
| Barbacoas            | 30.256   |
| Belén                | 4.925    |
| Buesaco              | 21.019   |
| Chachagüí            | 11.910   |
| Colón                | 9.672    |
| Consacá              | 10.209   |
| Contadero            | 6.639    |
| Córdoba              | 13.463   |
| Cuaspud              | 8.108    |
| Cumbal               | 22.418   |
| Cumbitara            | 6.142    |
| El Charco            | 26.163   |
| El Peñol             | 16.223   |
| El Rosario           | 11.204   |
| El Tablón de Gómez   | 13.890   |
| El Tambo             | 14.900   |
| Francisco Pizarro    | 11.183   |
| Funes                | 6.687    |
| Guachucal            | 16.627   |
| Guaitarilla          | 12.764   |
| Gualmatán            | 5.656    |
| Iles                 | 7.867    |
| Imués                | 7.387    |
| Ipiales              | 109.865  |
| La Cruz              | 19.528   |
| La Florida           | 11.151   |
| La Llanada           | 3.694    |
| La Tola              | 8.571    |
| La Unión             | 27.588   |
| Leiva                | 11.825   |
| Linares              | 11.546   |
| Los Andes            | 9.809    |
| Magüi                | 13.831   |
| Mallama              | 8.317    |
| Mosquera             | 11.873   |
| Nariño               | 4.210    |
| Olaya Herrera        | 27.225   |
| Ospina               | 8.233    |
| Pasto                | 382.618  |
| Policarpa            | 9.798    |
| Potosí               | 13.040   |
| Providencia          | 11.726   |
| Puerres              | 8.850    |
| Pupiales             | 18.415   |
| Ricaurte             | 20.676   |
| Roberto Payán        | 17.286   |
| Samaniego            | 49.992   |
| San Bernardo         | 14.487   |
| San Lorenzo          | 18.430   |
| San Pablo            | 14.932   |
| San Pedro de Cartago | 7.047    |
| Sandoná              | 25.134   |
| Santa Bárbara        | 8.615    |
| Santacruz            | 16.869   |
| Sapuyes              | 7.369    |
| Taminango            | 17.354   |
| Tangua               | 10.672   |
| Tumaco               | 161.490  |
| Túquerres            | 41.205   |
| Yacuanquer           | 10.012   |

| Detailkaart |
| ----------- |
|             |
| Gemeenten   |
|             |
| Regio's     |